# 차이젤 수
차이젤 수(Zeisel number)는 오스트리아의 수학자 헬무트 차이젤(독일어: Helmut Zeisel)의 이름을 딴 수열이다.

## 정의
{\displaystyle a}와 {\displaystyle b}가 정수이고 {\displaystyle n\geq 1}일 때, {\displaystyle p_{n}=ap_{n-1}+b}이 소수(素數)인 경우를 차이젤 수로 정의한다.
10만보다 작은 차이젤 수는 다음과 같다. (OEIS의 수열 A051015)
105, 1419, 1729, 1885, 4505, 5719, 15387, 24211, 25085, 27559, 31929, 54205, 59081, …